# 절기
- 입춘
- 우수
- 경칩
- 춘분
- 청명
- 곡우
- 입하
- 소만
- 망종
- 하지
- 소서
- 대서
- 입추
- 처서
- 백로
- 추분
- 한로
- 상강
- 입동
- 소설
- 대설
- 동지
- 소한
- 대한

절기(이십사절기, 24절기, 二十四節氣)는 한국, 중국, 일본 등 동아시아 지역에서 태양년(太陽年)을 태양의 황경(黃經)에 따라 24등분하여 계절을 자세히 나눈 것으로 절후(節候)시령(時令)이라고도 한다.
황경이란 태양이 춘분점을 기점으로 황도를 움직인 각도로, 황경이 0°일 때를 춘분으로 하여 표와 같이 15°간격으로 24절기를 구분한다. 절기와 절기 사이는 대략 15일 간격이며, 양력 날짜는 거의 같지만 음력으로는 조금씩 달라지므로 가끔 윤달을 넣어 계절과 맞추고 있다. 24절기는 절(節)과 중(中)으로 분류되는데, 입춘 등 홀수번째 절기는 절, 우수 등 짝수번째 절기는 중이 된다. 사계절은 입춘·입하·입추·입동 등 4립(四立)의 날에서 시작된다.
태양이 황도상을 진행하는 속도는 일평균 0.9856°이며, 태양의 겉보기 지름은 약 32'이므로 하루에 지름의 두 배 가까이 움직이는 셈이 된다. 더욱이 이 속도는 일정하지 않으며, 1월 초가 가장 빠르고, 07월 초가 가장 느리며, 그 속도는 평균치에서 약 3% 정도 달라진다. 속도가 일정하지 않은 이유는 케플러 법칙 때문이다.

## 역사
24절기는 중국의 황하 유역에서 기원한다. 옛날 중국에서는 춘분점에서 출발하여 황경 30°, 60°, ...와 같이 30도 간격으로 12개의 점을 생각하여 태양이 각 점을 통과하는 순간을 중(中)이라고 하였으며, 또 중간의 황경 15°, 45°, ...의 점을 태양이 통과하는 순간을 절(節)이라 하여 이 중과 절을 합쳐서 24절기로 불렀다. 그리고 각 계정에 어울리는 이름을 붙여 그것을 달력에 표시하였다. 사실 중국에서는 24절기 시각을 구하는 것이 그 당시에 달력을 만드는 데있어 중요한 의미를 갖고 있었다. 한국도 중국의 역법을 도입하였기 때문에 24절기를 달력에 표시하였는데, 계절을 나타내는 좋은 표시가 되기 때문에 현재까지도 달력에 표시하고 있다.
2017년 1월 1일에 중국의 유네스코 인류무형문화유산으로 등재됐다.
| 황경 | 한국어     | 중국어                                                     | 일본어                  | 베트남어                 | 날짜                     | 대한민국 (2024년) | 중국 (2021년) |
| ---- | ---------- | ---------------------------------------------------------- | ----------------------- | ------------------------ | ------------------------ | ----------------- | ------------- |
| 315° | 입춘(立春) | 중국어: 立春, 병음: lìchūn 리춘[*]                         | りっしゅん 릿슌[*]      | Lập xuân 럽쑤언[*]       | 2월 3일 또는 2월 4일     | 2월 4일           | 2월 3일       |
| 330° | 우수(雨水) | 중국어: 雨水, 병음: yǔshuǐ 위수이[*]                       | うすい 우스이[*]        | Vũ thủy 부투이[*]        | 2월 18일 또는 2월 19일   | 2월 19일          | 2월 18일      |
| 345° | 경칩(驚蟄) | 중국어 간체자: 惊蛰, 정체자: 驚蟄, 병음: jīngzhé 징저[*]   | けいちつ 게이치쓰[*]    | Kinh trập 낀쩝[*]        | 3월 5일 또는 3월 6일     | 3월 5일           | 3월 5일       |
| 0°   | 춘분(春分) | 중국어: 春分, 병음: chūnfēn 춘펀[*]                        | しゅんぶん 슌분[*]      | Xuân phân 쑤언펀[*]      | 3월 20일 또는 3월 21일   | 3월 20일          | 3월 20일      |
| 15°  | 청명(淸明) | 중국어: 清明, 병음: qīngmíng 칭밍[*]                       | せいめい 세이메이[*]    | Thanh minh 타인민[*]     | 4월 4일 또는 4월 5일     | 4월 4일           | 4월 4일       |
| 30°  | 곡우(穀雨) | 중국어 간체자: 谷雨, 정체자: 穀雨, 병음: gǔyǔ 구위[*]      | こくう 고쿠우[*]        | Cốc vũ 꼭부[*]           | 4월 19일 또는 4월 20일   | 4월 19일          | 4월 20일      |
| 45°  | 입하(立夏) | 중국어: 立夏, 병음: lìxià 리샤[*]                          | りっか 릿카[*]          | Lập hạ 럽하[*]           | 5월 5일 또는 5월 6일     | 5월 5일           | 5월 5일       |
| 60°  | 소만(小滿) | 중국어 간체자: 小满, 정체자: 小滿, 병음: xiǎomǎn 샤오만[*] | 小満 しょうまん 쇼만[*] | Tiểu mãn 띠에우만[*]     | 5월 20일 또는 5월 21일   | 5월 20일          | 5월 21일      |
| 75°  | 망종(芒種) | 중국어 간체자: 芒种, 정체자: 芒種, 병음: mángzhòng 망중[*] | ぼうしゅ 보슈[*]        | Mang chủng 망쭝[*]       | 6월 5일 또는 6월 6일     | 6월 5일           | 6월 5일       |
| 90°  | 하지(夏至) | 중국어: 夏至, 병음: xiàzhì 샤즈[*]                         | げし 게시[*]            | Hạ chí 하찌[*]           | 6월 21일 또는 6월 22일   | 6월 21일          | 6월 21일      |
| 105° | 소서(小暑) | 중국어: 小暑, 병음: xiǎoshǔ 샤오수[*]                      | しょうしょ 쇼쇼[*]      | Tiểu thử 띠에우트[*]     | 7월 6일 또는 7월 7일     | 7월 6일           | 7월 7일       |
| 120° | 대서(大暑) | 중국어: 大暑, 병음: dàshǔ 다수[*]                          | たいしょ 다이쇼[*]      | Đại thử 다이트[*]        | 7월 22일 또는 7월 23일   | 7월 22일          | 7월 22일      |
| 135° | 입추(立秋) | 중국어: 立秋, 병음: lìqiū 리추[*]                          | りっしゅう 릿슈[*]      | Lập thu 럽투[*]          | 8월 7일 또는 8월 8일     | 8월 7일           | 8월 7일       |
| 150° | 처서(處暑) | 중국어 간체자: 处暑, 정체자: 處暑, 병음: chǔshǔ 추수[*]    | 処暑 しょしょ 쇼쇼[*]   | Xử thử 쓰트[*]           | 8월 22일 또는 8월 23일   | 8월 22일          | 8월 23일      |
| 165° | 백로(白露) | 중국어: 白露, 병음: báilù 바이루[*]                        | はくろ 하쿠로[*]        | Bạch lộ 바익로[*]        | 9월 7일 또는 9월 8일     | 9월 7일           | 9월 7일       |
| 180° | 추분(秋分) | 중국어: 秋分, 병음: qiūfēn 추펀[*]                         | しゅうぶん 슈분[*]      | Thu phân 투펀[*]         | 9월 22일 또는 9월 23일   | 9월 22일          | 9월 23일      |
| 195° | 한로(寒露) | 중국어: 寒露, 병음: hánlù 한루[*]                          | かんろ 간로[*]          | Hàn lộ 한로[*]           | 10월 7일 또는 10월 8일   | 10월 7일          | 10월 8일      |
| 210° | 상강(霜降) | 중국어: 霜降, 병음: shuāngjiàng 솽장[*]                    | そうこう 소코[*]        | Sương giáng 스엉장[*]    | 10월 23일 또는 10월 24일 | 10월 23일         | 10월 23일     |
| 225° | 입동(立冬) | 중국어: 立冬, 병음: lìdōng 리둥[*]                         | りっとう 릿토[*]        | Lập đông 럽동[*]         | 11월 7일 또는 11월 8일   | 11월 7일          | 11월 7일      |
| 240° | 소설(小雪) | 중국어: 小雪, 병음: xiǎoxuě 샤오쉐[*]                      | しょうせつ 쇼세쓰[*]    | Tiểu tuyết 띠에우뚜옛[*] | 11월 21일 또는 11월 22일 | 11월 21일         | 11월 22일     |
| 255° | 대설(大雪) | 중국어: 大雪, 병음: dàxuě 다쉐[*]                          | たいせつ 다이세쓰[*]    | Đại tuyết 다이뚜옛[*]    | 12월 6일 또는 12월 7일   | 12월 6일          | 12월 7일      |
| 270° | 동지(冬至) | 중국어: 冬至, 병음: dōngzhì 둥즈[*]                        | とうじ 도지[*]          | Đông chí 동찌[*]         | 12월 21일 또는 12월 22일 | 12월 21일         | 12월 22일     |
| 285° | 소한(小寒) | 중국어: 小寒, 병음: xiǎohán 샤오한[*]                      | しょうかん 쇼칸[*]      | Tiểu hàn 띠에우한[*]     | 1월 5일 또는 1월 6일     | 1월 5일           | 1월 5일       |
| 300° | 대한(大寒) | 중국어: 大寒, 병음: dàhán 다한[*]                          | だいかん 다이칸[*]      | Đại hàn 다이한[*]        | 1월 19일 또는 1월 20일   | 1월 19일          | 1월 20일      |

## 기타
- 천문학적으로는 춘분, 하지, 추분, 동지 등 4개만 큰 의미가 있을 뿐, 나머지 20개는 특별한 명칭과 의미가 없다. 더 정확하게 말하면, 천문학에서는 춘분점, 하지점, 추분점, 동지점 등 4개만 있고, 나머지 20개에 대응하는 명칭이나 용어가 없다.[10][11]
- 또한, 춘분, 하지, 추분, 동지 등 4개는 기상현상이 아니라 천문현상으로서, 이들 4개는 기후변화와 관계없다.[12]
- 지구에서 봤을 때, 태양의 궤적은 북회귀선과 남회귀선 사이를 왔다갔다 한다. 태양이 춘분점이나 추분점에 있을 때 적도(0°)에 있으며, 하지점에 있을 때 북회귀선(북위 23.5°)에 도달하며, 동지점에 있을 때 남회귀선(남위 23.5°)에 도달한다. 태양이 북위 약 11.7°, 즉 적도와 북회귀선의 가운데에 있을 때는 입하가 아니라, 곡우이다. (한국천문연구원 천문우주지식정보 - 생활천문관 - 태양고도/방위각계산 및 적위 참고) 이렇게 되는 이유는, 태양의 적위 δ는 황경 λ에 선형비례하지 않기 때문이다. 케플러 법칙과 지구의 적도반경과 극반경의 차이 등에 따른 효과를 무시하면, {\displaystyle \delta =\arcsin(\sin \epsilon \sin \lambda )}로 나타낼 수 있으며(자전축의 기울기 ε = 23.5°), ε가 크지 않으므로 이는 {\displaystyle \delta =\epsilon \sin \lambda }로 근사할 수 있다. 이를 λ에 대한 식으로 바꾸면 {\displaystyle \lambda =\arcsin {\frac {\delta }{\epsilon }}}이 된다. {\displaystyle \arcsin {\frac {11.75^{\circ }}{23.5^{\circ }}}=\arcsin {\frac {1}{2}}=30^{\circ }}이기 때문에 황경 0°의 춘분 이후 최초로 태양이 북위 약 11.7°에 오는 절기는 황경 45°의 입하가 아닌 황경 30°의 곡우가 되는 것이다.[13][14][15]
- 참고로, 이는 낮의 길이, 즉 하루 24시간, 1,440분 중에 낮이 차지하는 비율과도 같다. 한국천문연구원 천문우주지식정보 - 생활천문관 - 일출일몰시각계산을 통해, 낮의 길이, 즉 하루 24시간, 1,440분 중에 낮이 차지하는 비율을 계산하면, 대한민국 서울(북위 37.5°)을 기준으로, 춘분은 약 50% 이고, 하지는 약 60%, 추분은 약 50%, 동지는 약 40%이다.[16]  그리고 이들의 중간인 약 45%, 55% 일 때는 입춘, 입하, 입추, 입동이 아니라, 우수, 곡우, 처서, 상강이다. (적위 참고)
- 다시 말하면, 대한민국 서울(북위 37.5°)을 기준으로, 낮의 길이, 즉 하루 24시간, 1,440분 중에 낮이 차지하는 비율이 약 45% 인 날은 우수, 상강이고, 약 55% 인 날은 곡우, 처서이다. 입춘, 입동은 약 43% 이고, 입하, 입추는 약 57%이다. (입춘, 입하, 입추, 입동이, 우수, 곡우, 처서, 상강보다 ±2%p 정도 차이가 나는 것인데, 이는 결국 ±28.8분 정도 차이가 나는 것이다.)
- 또한, 절기는 날씨와 계절(봄, 여름, 가을, 겨울 등)을 구분하는 절대적 기준이 아님에 유의해야 한다. 날씨와 계절은 기온 및 강수량 변화 등 여러 가지 환경에 따라 정의하는 것이며, 각 절기에 맞는 날씨과 계절에 따라 이름을 붙인 것일 뿐, 항상 절기에 맞춰 날씨와 계절이 변하는 것이 아니다.
- 더하여, 절기의 이름과 그에 대한 설명은 중국 주나라(기원전 1046년 ~ 기원전 256년) 때 화북 지방의 날씨에 맞춰 지었기 때문에, 즉 21세기 현재를 기준으로, 2000년 전, 3000년 전에 지어진 것이기에, 21세기 현대 한반도의 날씨와는 맞지 않는 경우가 있다. 그리고 24절기가 한반도의 날씨와 맞지 않는다는 사실은 조선에서도 알고 있었는데, "대한이 소한의 집에 놀러갔다가 얼어 죽었다"는 등의 속담이 그 증거이다.
- 또한, 근래에는 지구온난화로 인해 기온이 상승해서, 전세계적으로 폭염, 폭우, 가뭄, 한파(북극한파 포함), 폭설 등, 기상이변, 또는 이상기후 현상이 자주 발생하고 있으며, 그로 인해 기후변화가 나타나고 있다. (이러한 기상이변, 이상기후 현상의 원인으로, 기상학에서는 엘니뇨, 라니냐, 북극진동, 남방진동 등을 꼽고 있으며, 더 근본적인 원인은 지구온난화로 보여진다.) 그래서 21세기 현재, 한반도에서도 커피, 망고 등 아열대 작물을 재배하게 되었고, 이러한 아열대 작물 재배면적은 점점 증가하고 있다.[17] 또한, 하루 평균기온이 10°C 이상인 날이 8개월 동안 유지되면 아열대 기후라 불리는데 경북 동해안 지역은 이미 8개월을 넘은 상태이다.[18]
- 그리고 기후변화에 따른 수온 상승으로 우리 바다가 아열대화하면서 어류의 어장 형성에도 변화가 생기고 있다. 이에 해양수산부는 우선 변화한 어장에 맞춰 어업인이 조업을 효율적으로 할 수 있도록 어장지도를 제작해 보급할 예정이다. 또 어장 변화에 맞춰 어업 허가나 면허를 변경해주거나, 지역 간 조정하는 대책도 추진 중이다.[19]
- 이러한 상황에서, 각 절기의 날씨에 대한 전통적인 설명을, 현대 한반도의 날씨에 그대로 적용하는 것은 타당하지 않다. 결국, 절기는 계절 변화의 시기를 가늠할 때 참고할 지표일 뿐, 절대적인 구분 기준으로 삼기에는 무리가 있다.[20]
- 이에 따라, 절기 무용론까지 일고 있다.[21]
- 북극점 (북위 90°) 에서는 춘분 (또는 춘분점) 직전에 일출이 일어나고, 추분 (또는 추분점) 직후에 일몰이 일어난다. 반대로, 남극점 (남위 90°) 에서는 추분 (또는 추분점) 직전에 일출이 일어나고, 춘분 (또는 춘분점) 직후에 일몰이 일어난다. (북극점 (북위 90°), 남극점 (남위 90°) 에서는 일출, 일몰이 각각 1년에 1번만 일어난다. 그 시기는 춘분 (또는 춘분점), 추분 (또는 추분점)이다.) (박명/여명/황혼, 백야, 극야 참고)

## 같이 보기
- 황도 12궁 (황도 상의 12개의 별자리)
- 복날
- 도그 데이즈 (Dog days) (7월 초~8월 초·중순 까지의 기간)
- 춘분 (또는 춘분점)
  - 천문학에서는 춘분점이 기준(또는 기준점)임 (태양년, 항성년, 적도좌표계, 황도좌표계 참고)
  - 태양의 적경(0°)과 황경(0°)이 일치함.
  - 태양의 적위 0°, 태양의 위치는 적도.
  - 낮과 밤의 길이가 같음. 즉, 낮의 길이가 약 12시간 정도임. 다시 말하면, 하루 24시간 중 낮이 차지하는 비율이 약 50%.
  - 춘분 직전에 북극점(북위 90°) 에서 일출이 일어나고, 춘분 직후에 남극점(남위 90°) 에서 일몰이 일어남.
  - 춘분의 날 (일본의 공휴일)
  - 페르시아력 (이란의 달력. 노루즈(춘분)가 1월 1일)
  - 노루즈 (이란의 양력설, 아제르바이잔의 공휴일, 카자흐스탄의 공휴일, 아프가니스탄의 공휴일 등)
  - 국제 노루즈의 날
- 하지 (또는 하지점)
  - 태양의 적경(90°)과 황경(90°)이 일치함.
  - 태양의 적위 +23.4°, 태양의 위치는 북회귀선.
  - 낮의 길이가 가장 긺. 즉, 낮의 길이가 약 14시간 45분 정도임. 다시 말하면, 하루 24시간 중 낮이 차지하는 비율이 약 60%.
- 추분 (또는 추분점)
  - 태양의 적경(180°)과 황경(180°)이 일치함.
  - 태양의 적위 0°, 태양의 위치는 적도.
  - 낮과 밤의 길이가 같음. 즉, 낮의 길이가 약 12시간 정도임. 다시 말하면, 하루 24시간 중 낮이 차지하는 비율이 약 50%.
  - 추분 직전에 남극점(남위 90°) 에서 일출이 일어나고, 추분 직후에 북극점(북위 90°) 에서 일몰이 일어남.
  - 한국 추석 (음력 8월 15일 (양력 9월 7일~10월 8일 사이). 즉, 추분 전후 ±15일)
  - 추분의 날 (일본의 공휴일)
  - 프랑스 혁명력 (프랑스에서 1793년~1805년, 즉 약 12년 동안 사용했던 달력. 추분이 1월 1일)
  - 이스라엘 나팔절/로쉬 하샤나 (히브리력/유대력 디스리 월 1일 (1월 1일. 양력 9월 5일~10월 5일 사이). 즉, 추분 전후 ±15일)
- 동지 (또는 동지점)
  - 태양의 적경(270°)과 황경(270°)이 일치함.
  - 태양의 적위 -23.4°, 태양의 위치는 남회귀선.
  - 낮의 길이가 가장 짧음. 즉, 낮의 길이가 약 9시간 30분 정도임. 다시 말하면, 하루 24시간 중 낮이 차지하는 비율이 약 40%.
- 입춘
  - 한국 설 (음력 1월 1일 (양력 1월 21일~2월 20일 사이). 즉, 입춘 전후 ±15일)
- 청명
  - 청명절 (중화인민공화국의 공휴일, 중화민국의 공휴일)
- 입하
- 입추
- 입동
- 적경 (24절기에 따른 태양의 적경 참고)
  - 춘분, 하지, 추분, 동지 등 4개만 태양의 적경과 황경이 일치하고, 나머지 20개는 일치하지 않음.
- 적위 (24절기에 따른 태양의 적위, 태양의 위치, 낮의 길이 (일출~일몰), 낮의 비율 참고)
  - 춘분 (또는 춘분점) (태양의 적위 0°, 태양의 위치 적도, 하루 24시간 중 낮이 차지하는 비율 약 50%)
  - 하지 (또는 하지점) (태양의 적위 +23.4°, 태양의 위치 북회귀선, 하루 24시간 중 낮이 차지하는 비율 약 60%)
  - 추분 (또는 추분점) (태양의 적위 0°, 태양의 위치 적도, 하루 24시간 중 낮이 차지하는 비율 약 50%)
  - 동지 (또는 동지점) (태양의 적위 -23.4°, 태양의 위치 남회귀선, 하루 24시간 중 낮이 차지하는 비율 약 40%)
- 분점 (춘분점, 추분점)
- 지점 (하지점, 동지점)
- 백야
  - 춘분 (또는 춘분점) (태양의 적위가 0° 인 경우) 때, 북극점(북위 90°) 에서 백야 현상이 발생함.
  - 하지 (또는 하지점) (태양의 적위가 +23.4° 인 경우) 때, 북위 48.5° 이상인 지역에서 백야 현상이 발생함.
  - 추분 (또는 추분점) (태양의 적위가 0° 인 경우) 때, 남극점(남위 90°) 에서 백야 현상이 발생함.
  - 동지 (또는 동지점) (태양의 적위가 -23.4° 인 경우) 때, 남위 48.5° 이상인 지역에서 백야 현상이 발생함.
- 극야
  - 춘분 (또는 춘분점) (태양의 적위가 0° 인 경우) 때, 남극점(남위 90°) 에서 극야 현상이 발생함.
  - 하지 (또는 하지점) (태양의 적위가 +23.4° 인 경우) 때, 남위 66.5° 이상인 지역에서 극야 현상이 발생함.
  - 추분 (또는 추분점) (태양의 적위가 0° 인 경우) 때, 북극점(북위 90°) 에서 극야 현상이 발생함.
  - 동지 (또는 동지점) (태양의 적위가 -23.4° 인 경우) 때, 북위 66.5° 이상인 지역에서 극야 현상이 발생함.
- 북극점 (북위 90°)
- 남극점 (남위 90°)
- 기후
  - 기후변화
  - 기상이변 (또는 이상기후)
  - 지구온난화
  - 북극진동
  - 남방진동
  - 엘니뇨, 라니냐
- 날씨
  - 일기예보
  - 기상학
- 계절 (기상학적 계절 구분. 대한민국 기상청 기준)
  - 우리나라 109년 기후변화 분석보고서 (2021년 4월 30일)  11쪽, 14쪽, 43쪽 참고 (기상청 기후정보포털 → 열린마당 → 발간물 → 기후변화 시나리오)
  - 관측자료 (기상청 기후정보포털 → 국가 기후변화 표준 시나리오 → 과거 기후변화 → 관측자료 → 기타분석 → 계절길이)
  - 계절길이 (기상청 기후정보포털 → 기후변화 영향정보 → 기상·기후부문 → 계절길이)
  - 과거관측 일별자료 (기상청 날씨누리 → 관측·기후 → 육상 → 과거관측 → 일별자료 (과거자료. 1960년부터 자료가 있음))
  - 봄 : 9일 동안 일 평균기온이 5°C 이상 올라간 후, 다시 떨어지지 않을 때, 그 첫번째 날이 봄의 시작일 (하루 평균기온이 5°C~20°C인 경우)
  - 여름 : 9일 동안 일 평균기온이 20°C 이상 올라간 후, 다시 떨어지지 않을 때, 그 첫번째 날이 여름의 시작일 (하루 평균기온이 20°C 이상인 경우)
  - 가을 : 9일 동안 일 평균기온이 20°C 미만 내려간 후, 다시 올라가지 않을 때, 그 첫번째 날이 가을의 시작일 (하루 평균기온이 5°C~20°C인 경우)
  - 겨울 : 9일 동안 일 평균기온이 5°C 미만 내려간 후, 다시 올라가지 않을 때, 그 첫번째 날이 겨울의 시작일 (하루 평균기온이 5°C 미만인 경우)
- 태음태양력
- 무중치윤법(無中置閏法)
  - 태음태양력에서 윤달(閏달)을 정하는 방법.
  - 24절기(節氣) : 12절기(節氣), 12중기(中氣)로 나뉨.
  - 12절기(節氣) : 입춘, 경칩, 청명, 입하, 망종, 소서, 입추, 백로, 한로, 입동, 대설, 소한 (입춘이 1번일 때, 홀수 번째에 해당함.)
  - 12중기(中氣) : 우수, 춘분, 곡우, 소만, 하지, 대서, 처서, 추분, 상강, 소설, 동지, 대한 (짝수 번째에 해당함.)
  - 중기(中氣)와 중기(中氣) 사이의 간격(29일~31일)이 음력 한 달(29일~30일) 보다 조금 길기 때문에, 음력 한 달(29일~30일) 중에 중기(中氣)가 없는 경우가 가끔 나타남. 바로 이런 달을 윤달(閏달)로 삼음. 중기(中氣)가 없는 달을 윤달(閏달)로 삼는다는 뜻임.
  - 이렇게 정해진 윤달(閏달)은 설, 부처님오신날, 추석 등 각종 명절, 세시 날짜를 정하는 데에 사용됨. (2033년 문제 참고)
  - 또한, 윤달(閏달)은 사주팔자에서도 중요함.
  - 참고로, 일본은 메이지 유신 이후 1873년(메이지 6년)에 음력을 폐지하고, 양력을 도입함. (따라서, 무중치윤법도 없음.)
- 72후 (또는 72절후)
- 사주팔자
  - 사주팔자에서도 24절기가 중요한데, 사주팔자에서 새해는 입춘임.

## 참고 문헌 및 링크
- 절기 (한국천문학회 천문학백과)
- 절기 (한국천문학회 위키천문백과사전) 보관됨 2023-12-09 - 웨이백 머신
- 「절기」, 《한국민족문화대백과》, 한국학중앙연구원
- 이십사절기 (한국민속대백과사전. 국립민속박물관)
- 춘분점 (한국천문학회 천문학백과)
- 춘분점 (한국천문학회 위키천문백과사전)
- 하지점 (한국천문학회 천문학백과)
- 하지점 (한국천문학회 위키천문백과사전)
- 추분점 (한국천문학회 천문학백과)
- 추분점 (한국천문학회 위키천문백과사전)
- 동지점 (한국천문학회 천문학백과)
- 동지점 (한국천문학회 위키천문백과사전)
- 분점 (한국천문학회 천문학백과)
- 분점 (한국천문학회 위키천문백과사전)
- 지점 (한국천문학회 천문학백과)
- 지점 (한국천문학회 위키천문백과사전)
- 한국천문연구원 천문우주지식정보 → 생활천문관 → 월별 천문현상 에서는 춘분, 하지, 추분, 동지 등 4개만 절입시각이 표기돼 있고, 나머지 20개의 절입시각은 표기돼 있지 않다. (이는 한국천문연구원에서 매년 11월쯤에 발행하는 역서, 천문력(벽걸이용, 탁상용)을 통해서도 확인할 수 있다. 그리고 역서, 천문력(벽걸이용, 탁상용)은 구매하여 이용할 수 있다. (무료 아님)) 단, 한국천문연구원 천문우주지식정보 → 생활천문관 → 달력자료(월력요항) → 달력자료 에서는 나머지 20개의 절입시각도 확인할 수 있다.